# 허브 및 향신료 목록
다음은 허브 및 향신료 목록이다.

## ㄱ
- 갓 (식물)
- 겨울세이보리
- 겨자무
- 고량강
- 고수 (식물)
- 고추
- 고추냉이
- 골파르

## ㄷ
- 당귀속
- 두송자
- 들깨속
  - 들깨
  - 소엽
- 딜
- 딱총나무 꽃(딱총나무속)

## ㄹ
- 라벤더속
- 러비지
- 레몬그래스
- 레몬바질
- 레몬밤
- 레몬버베나
- 레몬타임
- 로즈메리

## ㅁ
- 마늘
- 마조람
- 마흘랍
- 매스틱 (수지)
- 매자나무속
- 멜레게타
- 민감초

## ㅂ
- 바닐라
- 바질
- 박하 25개종
- 백겨자
- 백리향 (허브)
- 보리지
- 볼도
- 봉술
- 부추
- 붉나무속
- 브라질페퍼

## ㅅ
- 사프란
- 살렙
- 생강
- 서양톱풀
- 세이보리
- 세이지
- 셀러리
- 소엽(들깨)
- 소엽풀
- 수영 (식물)
- 술오이풀
- 스피어민트
- 시슬리

## ㅇ
- 아니스
- 아보카도
- 아지바인
- 안나토
- 애기수영
- 양귀비씨 (양귀비 (식물))
- 여뀌
- 영춘화속
- 오레가노
- 올스파이스나무
- 운향
- 월계수
- 월계수 (베이럼나무)
- 월계수 (시지기움속)
- 월계수 (타말라녹나무)
- 육두구
- 잇꽃

## ㅈ
- 자타르
- 정향나무

## ㅊ
- 차이브
- 찰나무속
- 참깨
- 처빌
- 청호로파
- 치커리

## ㅋ
- 카다멈
- 카옌고추
- 카피르라임
- 캐러웨이
- 커리나무
- 케이퍼
- 코러리마
- 코서러트잎
- 코캄씨 (코캄)
- 쿠둠풀리 (가르시니아 캄보지아)
- 쿠르쿠마 롱가
- 쿠마루
- 쿠민
- 큐베브
- 큰고량강

## ㅌ
- 타라곤
- 타이바질
- 파라크레스
- 파슬리
- 파프리카가루
- 팔각
- 페니로얄민트
- 페퍼민트

## ㅍ
- 필발

## ㅎ
- 할라페뇨고추
- 향두구
- 호로파
- 홀리바질
- 화자오실피움
- 회향
- 후추
- 흑겨자, 겨자, 겨자씨
- 흑쿠민

## 같이 보기
- 허브 (식물)
- 배합 향신료
- 루트 비어
- 양념
- 므스르 차르슈
- 배합 향신료

### 나라, 지역, 문화별 허브 및 향신료
- 불가리아 요리
- 헝가리 요리
- 인도네시아 요리
- 아르메니아 요리
- 푸에르토리코 요리
- 리투아니아 요리
- 모로코 요리
- 니제르 요리
- 태국 요리
- 베트남 요리